# Dean Kiely
Dean Lawrence Kiely (Salford, 10 de outubro de 1970) é um ex-goleiro irlandês nascido na Inglaterra, que defendeu o time West Bromwich Albion, procedente do Charlton Atletic.